# Schinia pulchripennis
Bướm đêm hoa thông dụng (Schinia pulchripennis) là một loài bướm đêm thuộc họ Noctuidae. Nó được tìm thấy ở Bắc Mỹ, bao gồm California và Nevada.
Sải cánh dài 17–21 mm.
Ấu trùng ăn Castilleja exserta.